# Gonzalo Barreto
Gonzalo Barreto Mastropierro (Treinta y Tres, Uruguay, 22 de enero de 1992) es un futbolista uruguayo. Juega de delantero.

## Trayectoria
A los catorce años recaló en el Danubio Fútbol Club donde jugó en las categorías inferiores. Debutó en la Primera División Profesional de Uruguay en el Campeonato Uruguayo de Fútbol 2009-10 frente al Tacuarembó Fútbol Club con tan solo 17 años, partido en el que Danubio ganó por dos tantos a uno. Ese mismo año fue traspasado a la Lazio de Roma, que juega en la Serie A italiana.
En el año 2015, tras varias temporadas en la liga italiana, volvió a Danubio FC.

## Selección nacional
Integró la Selección Sub-15 y Sub-17. Jugó el Campeonato Sudamericano Sub-15 de 2007 en Brasil y el Campeonato Sudamericano Sub-17 de 2009 en Chile. También jugó la Copa Mundial de Fútbol Sub-17 de 2009 en Nigeria con la Selección Sub-17 de Uruguay.

## Clubes
| Club                      | País     | Año       |
| ------------------------- | -------- | --------- |
| Danubio                   | Uruguay  | 2009-2010 |
| Lazio                     | Italia   | 2010-2015 |
| Danubio                   | Uruguay  | 2016-2017 |
| Universidad de Concepción | Chile    | 2017-2018 |
| Sportivo Luqueño          | Paraguay | 2018      |
| Montevideo Wanderers      | Uruguay  | 2019      |
| Rampla Jrs                | Uruguay  | 2020-2021 |
| Racing Club               | Uruguay  | 2021      |
| Rampla Jrs                | Uruguay  | 2022-2024 |

- Datos: Q2668187